# كارليتوس أندوخار
كارليتوس أندوخار (بالإسبانية: Juan Carlos Moreno Rojo) (14 مارس 1985 بقادس في إسبانيا - ) هو لاعب كرة قدم إسباني في مركز الوسط. لعب مع نادي قادش وChiclana CF ‏ ونادي قادش ب ‏ وSan Fernando CD ‏.